# Theloderma nebulosum
Espèce
Theloderma nebulosum est une espèce d'amphibiens de la famille des Rhacophoridae.

## Répartition
Cette espèce est endémique de la province de Kon Tum au Viêt Nam. 

## Publication originale
- Rowley, Le, Hoang, Dau & Cao, 2011 : Two new species of Theloderma (Anura: Rhacophoridae) from Vietnam. Zootaxa, no 3098, p. 1-20.